# Klorofyl
Klorofyl er et stof, som absorberer blåt og rødt lys, hvilket derved giver planterne deres grønne farve. Stoffet spiller en afgørende rolle i planternes omdannelse af sollys til kemisk energi gennem fotosyntesen.
Klorofyl er et kompliceret opbygget molekyle, det består af en porphyrinring med et magnesiumatom i midten, foruden det indgår der også en mængde af carbonatomer og brintatomer. På magnesiumatomet er der bundet 4 kvælstofatomer, og en del iltatomer, foruden det, har molekylet også en hydrofob hale.
Forskellen på typerne af klorofyl er en gruppe af atomer, der er bundet på øverst i molekylet, det er i type A en CH3-gruppe, og i type B en CHO-gruppe. Klorofylets grundstruktur har flere ligheder med hæmoglobinmolekylet, hvor det dog er et jernatom, der sidder i midten af porphyrringen i stedet for magnesium.
Stoffet findes i flere forskellige varianter. Typerne A og B findes ofte i store koncentrationer i grønne planter, mens typerne C og D også kan findes hos alger. Desuden findes yderligere en række varianter, der indgår i stofskiftet hos fotosynteseaktive bakterier (cyanobakterier eller "blågrønalger"). 
Typerne A og B absorberer forskellige bølgelængder af sollys. De adskiller sig også ved at have forskellige roller i de kemiske reaktioner, som omdanner vand og CO2 til glukose og ilt.

## Planter og klorofyl
| Portal | Portal:Botanik |

Da der ikke er lige meget sol hele året rundt, er der heller ikke lige stor produktion af klorofyl. Træer og planter smider bladene i efteråret. Dermed tilføres der ikke så meget energi til planten om vinteren, fordi der ikke er tilstrækkelig meget lys til at lave fotosyntese. Dette betyder dog ikke at planten ikke forbruger noget energi, men blot at den har en nedsænkning af energiforbruget, så den kan klare sig med den mængde, den kan få om vinteren.
Desuden er der et fald af nitratkoncentration i perioden hvor planterne er færdige med at skyde blade, og en stigning hvor de starter med at skyde blade. Planterne bruger også mange næringsstoffer, når de igen skal af med bladene. I perioden mellem maj og august, er forbruget af nitrat væsentligt mindre, da planterne har fået de næringsstoffer, der skal til for at skyde blade.
Klorofyl sidder i plantecellens grønkorn.

## Andet
Klorofyl er godkendt som pigment i fødevarer, og det har E-nummer E-140. 